# Trușeni, Chișinău
Trușeni este un sat-reședință de comună din municipiul Chișinău, Republica Moldova. Localitatea se află la 12 km de orașul Chișinău. 

## Istorie
În 1545 apare prima mențiune documentară în hrisovul lui Petru Rareș, în legătură cu stabilirea  hotarelor mănăstirii Căpriana:
„7053 <1545>. Suret di pe uricul sârbesc a domnului Petru voievod.

Hotarul sfinții mănăstiri Căprieni din hotarnica să începi hotarul de la Iasnovăț, este piatra dinspre răsărit și alta împotriva, ce este piste Iasnovăț, dispre amiaza-zi, să hotărăști cu Mimorănii și să coboară dincoaci, în Vale lui Coste și să suia drept la deal, în spre răsărit și este piatra în muche și purcede înspre miaza-noapti, pin vărsătura apei, pin mijlocul poienilor și să hotărăști cu locul Trușanilor și este piatră. Par aice au mersu tot împreuna cu a Mimorănilor hotar. Deacole, purcede prin codru, pe vărsături, deasupra Trușanilor și pe deasupra Cojușnii pe deasupra Voloșanilor, tot pe vărsătura apei și să scoboară, drept înspre Bâc, pe o vale, ce să numești Domnească. În gura văii acestea, este moviliță și piatra.”
În Dicționarul statistic al Basarabiei, București 1923, pag.286, se vorbește că satul Trușeni ar fi existat încă din 1510. La început (sec. XV) satul era situat pe niște coline prin preajma cheilor Bâcului, numit Turluiești (de la turlă), de unde un oarecare Toader Truș ar fi organizat strămutarea satului de pe vatra veche, unde actualmente se află mahalaua Fundătură - poiană din fundătura codrilor.
Mahalalele satului poartă următoarele denumiri: Fundătură (poiană din fundătura codrilor), Ivașcova (de la numele unui boier de la Iași - Ivașcu, care a acaparat cu forța această moșie), Dealul Morilor (erau peste 20 de mori de vânt), Vălicica Veche (o vâlcea slab pronunțată), Vălicica Nouă (sector nou), Basaraba (de la Basarabia, e partea de sud a satului), Centru.

## Demografie

### Structura etnică
Structura etnică a satului Trușeni conform recensământului populației din 2004:
| Grup etnic | Populație | % Procentaj |
| ---------- | --------- | ----------- |
| Moldoveni  | 5913      | 78,36%      |
| Români     | 1469      | 19,47       |
| Ruși       | 79        | 1,05%       |
| Ucraineni  | 41        | 0,54%       |
| Țigani     | 15        | 0,20%       |
| Bulgari    | 5         | 0,07%       |
| Găgăuzi    | 3         | 0,04%       |
| Evrei      | 1         | 0,01%       |
| Alții      | 20        | 0,27%       |
| Total      | 7546      |             |